# Hippocoon (père de Zeuxippe)
Une proposition de fusion est en cours entre Hippocoon (père de Zeuxippe) et Hippocoon fils d'Œbale.
Pour les articles homonymes, voir Hippocoon.
Dans la mythologie grecque, Hippocoon (en grec ancien Ἱπποκόων / Hippokо́ōn) est le père de Zeuxippe.

## Famille
Hippocoon est le fils illégitime du roi de Sparte Œbale et de la nymphe Batia. Il a deux demi-frères : Tyndare et d'Icarios. Il est père de douze fils, les Hippocoontides, et d'une fille, Zeuxippe. 
Il marie sa fille à Antiphatès, roi d'Argos. Leur fils Oïclès succède à son père comme roi d'Argos, épouse Hypermnestre et devient père d’Amphiaraos, Iphianire et Polyboé.

## Mythologie
Hippocoon s'empare du pouvoir à la mort de son père Œbale et exile ses demi-frères (chassant parfois Tyndare avec l'aide d'Icarios, selon les versions), s'octroyant le trône. 
Accompagnant son cousin, le héros Héraclès, à Sparte, Œonos tue pour se protéger un des chiens du palais du roi. Mais les fils du roi, témoins de la scène, le molestent et le tuent. Fou de rage, Héraclès lève une armée et renverse la ville, tuant Hippocoon et tous ses fils. Il rend alors le trône de Sparte à Tyndare,.

### Sources antiques
- Pseudo-Apollodore, Bibliothèque [détail des éditions] [lire en ligne] (II, 7, 3 ; III, 10, 4-5).
- Diodore de Sicile, Bibliothèque historique [détail des éditions] [lire en ligne] (IV, 9).
- Hygin, Fables [détail des éditions] [(la) lire en ligne] (CLXIII).
- Pausanias, Description de la Grèce [détail des éditions] [lire en ligne] (III, 14-15).

### Études modernes
- Pierre Commelin, Mythologie grecque et romaine [détail des éditions] [lire en ligne].
- Pierre Grimal, « Hippotès », dans Dictionnaire de la mythologie grecque et romaine, Paris, Presses universitaires de France (PUF), 12e édition, 1994, p. 211.
- Olivier Gengler, « Héraclès, Tyndare et Hippocoon dans la description de Sparte par Pausanias », Kernos, no 18,‎ 2005, p. 311–328 (lire en ligne).